# América Futebol Clube (Acre)

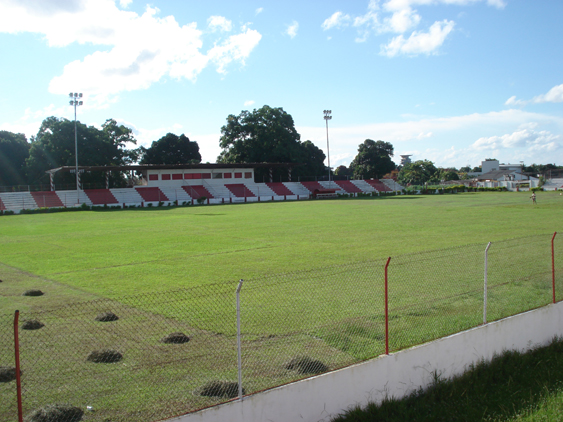
Estadio José de Melo.

El América Futebol Clube fue un equipo de fútbol de Brasil que alguna vez jugó en el Campeonato Acreano, la primera división del estado de Acre.

## Historia
Fue fundado el 9 de agosto de 1919 en la ciudad de Rio Branco, Acre del estado de Acre y fue uno de los equipos fundadores de la Federación Acreana de Deportes (FAD) y su nombre era en homenaje al América Football Club de Río de Janeiro.
Los mejores años del club fueron a finales de los años 1940, donde consiguieron ganar el Campeonato Acreano en dos ocasiones, ambas de manera consecutiva durante el periodo aficionado del campeonato.
El club terminó desapareciendo en 1960 por el poco apoyo financiero.

## Palmarés
- Campeonato Acreano: 2

1948, 1949